# Джонсон, Бобби
Барбара Джоан "Бобби" Джонсон (англ. Barbara Joan "Bobbi" Johnson; род. 24 марта 1945, Алегзандрия, Виргиния) — американская фотомодель и инженер; победительница конкурса красоты Мисс США 1964.

## Биография
После победы Мисс Округ Колумбия, стала первым представителем штата Округ Колумбия на победительницей Мисс США в возрасте 19 лет. Она была единственной представительницей штата до Шанти Хинтон, которая победила в 2002 году. Участвовала в Мисс Вселенная 1964, где прошла в полуфинал.
Позднее работала инженером по приложениям в компьютерном отделе General Electric программируя GE-400 и компьютерные системы DATANET-30. У неё было взято интервью по поводу выбора карьеры для книги «Your Career in Computer Programming» опубликованный в 1967 году. В книге, после победы в конкурсе красоты, она сказала: «Думаю, они считали, я скажу, что хочу стать модельером или актрисой. Но, что я первое сказала: я хочу быть программистом...». Книга также включает в себя параллельные фотографии её, как мисс США, и на её консоли в качестве инженера приложений несколько лет спустя.